# Bert Corona
Humberto Noé Corona dit Bert Corona (29 mai 1918 – 15 janvier 2001) est un leader américain des  droits du travail et des droits civiques. Tout au long de sa longue carrière, il travaille avec presque toutes les grandes organisations mexicano-américaines, en en fondant ou co-fondant plusieurs. Il organise les travailleurs pour le Congrès des organisations industrielles et se bat pour les immigrés. À l'époque du mouvement chicano des années 1960 et 1970, il est connu sous le nom d'El Viejo (« le vieux »), bien connu et respecté en tant qu'activiste chevronné.

## Histoire familiale
Le père de Bert Corona, Noé Corona, est commandant de la División del Norte de Pancho Villa pendant la Révolution mexicaine, qu'il a rejoint après que des membres de sa famille ont été tués dans un massacre à Tómochic (Chihuahua). Noé Corona est un anarcho-syndicaliste et membre du Partido Liberal Mexicano.
Sa mère, Margarita Escápite Salayandía, est une institutrice de Chihuahua formée dans des écoles missionnaires protestantes. Sa grand-mère maternelle était médecin. La famille émigre à El Paso, aux États-Unis, en 1914 ou 1915. Ses parents se marient à la douane de Ciudad Juárez sous le parrainage de Villa. Ils s'istallent dans une maison du quartier à prédominance mexicaine Segundo Barrio où naissent leurs quatre enfants : Aurora, Humberto, Orlando et Horacio.
À El Paso, son père travaille dans les industries forestière et de taille de roche, tout en poursuivant ses activités révolutionnaires clandestines. Il a cependant très envie de retourner au Mexique et, en 1922, lorsque le gouvernement d'Álvaro[style à revoir] Obregón accéde à leur demande d'amnistie, la famille retourne à Chihuahua. Au bout de plusieurs mois, Noé Corona obtient un poste de garde forestier auprès du gouvernement fédéral à Texcoco (Mexico). Là, lui et plusieurs autres villistas sont assassinés alors qu'ils tentent d'éteindre un incendie de forêt. Selon Corona ; « nous pensions que les assassins étaient des agents du président Obregón, qui craignait que les villistes envisagent de se réorganiser et de renverser le gouvernement. ». Après la mort de son père, la famille Corona retourne à El Paso, où le jeune Humberto grandit entouré des récits de la Révolution et des réseaux sociaux protestants de sa mère et de sa grand-mère. « La religion, en particulier le protestantisme, a également joué un rôle très important dans ma socialisation et a influencé ma propre activité politique ultérieure. ».

## Éducation
Corona commence sa scolarité dans des jardins d'enfants protestants mexicains, mais il est inscrit à l'école publique en première année. Là, sa maîtrise de l'anglais, que sa mère lui avait enseigné, le fait exceller. Il reste dans le système public du Texas jusqu'en quatrième année, lorsque sa mère, dégoûtée par les mauvais traitements infligés aux étudiants mexicano-américains et immigrés mexicains, l'envoie à la Harwood Boys School à Albuquerque, au Nouveau-Mexique . Là, il apprend le sens de la discipline, mais fait aussi l'expérience du racisme. Pour protester contre la menace d'expulsion des étudiants qui dénonçaient les abus physiques de la part d'un entraîneur chargé de discipliner les étudiants, en plus des représentations négatives de la guerre du Mexique, de la Révolution mexicaine et de Pancho Villa, les étudiants font grève, refusant d'assister aux cours. L'administration annule les expulsions et contraint l'entraîneur à présenter ses excuses.
Il retourne à El Paso pour fréquenter le lycée Bowie « mexicain » (soumis à ségrégation), et plus tard, le lycée d'El Paso, une école « blanche » qui vient de commencer à intégrer certains étudiants mexicains à des classes moyennes et supérieures. Humberto, dont le nom a alors été américanisé en Bert, joue dans l'équipe universitaire de basket-ball pendant trois ans. En tant que jeune étudiant, il est particulièrement frappé par l'impact de la Grande Dépression sur les rapatriés mexicains et les migrants de Dust Bowl, dont beaucoup ont été soignés par sa grand-mère.
Au lycée, il se politise en lisant les travaux de muckrakers et en s'engageant dans un groupe de discussion anarcho-syndicaliste . Lui et d'autres étudiants mexicains élaborent une stratégie pour élire un président du corps étudiant mexicain, une première au lycée d'El Paso.
Après son diplôme obtenu en 1934, Bert Corona travaille dans une pharmacie et joue dans une ligue de basket-ball locale. En 1936, il accepte une bourse d'études sportives de l'Université de Californie du Sud (USC). Il emménage chez une tante et un oncle à Boyle Heights, alors quartier à majorité juive de l'Est de Los Angeles . Cependant, il se familiarise rapidement avec les barrios grâce à son travail bénévole auprès de l'Église du Salvador. En collaboration avec le révérend Kendrick Watson, il organise de meilleures conditions de logement.
Pendant son séjour à Los Angeles, Bert Corona est exposé à l'Ordre international des travailleurs (IWO) et à la Workers Alliance of America, deux instances d'influence communiste qui font campagne pour obtenir une aide du gouvernement. Il se rend également à la « Placita Olvera » pour écouter les orateurs anarcho-syndicalistes magonistes.
À l'université, Bert Corona entame un cursus de droit sur cinq ans. Il se blesse à la cheville au début de sa première année et passe le reste de la saison sur la touche. En conséquence, il consacre son énergie à ses études et à la « Non-Org Association », une coalition d'étudiants des classes inférieures qui en vient rapidement à dominer la politique scolaire.
En 1937, Bert Corona s'implique dans le Congrès des organisations industrielles (CIO) et, peu de temps après, il décide de préférer la syndicalisation au basket-ball. Il reste cependant à l'école et devient actif dans le Mouvement mexicano-américain (MAM) des étudiants de la région de Los Angeles. Le MAM attire l'attention sur l'inégalité des offres éducatives des étudiants américains d'origine mexicaine, ainsi que sur la violence policière. Le MAM se dissout avec l'entrée des États-Unis dans la Seconde Guerre mondiale, lorsqu'un grand nombre de ses membres se sont portés volontaires pour le service militaire.

## Activités syndicales
Au cours de ses études à l’USC, Bert Corona travaille comme contrôleur pour la Brunswig Drug Company. Lui et ses collègues sont approchés par le Syndicat international des débardeurs et des entrepôts (ILWU), en grève, qu'ils acceptent de soutenir. Les débardeurs obtiennent gain de cause et les travailleurs des pharmacies, qui estiment être traités injustement, décident de former leur propre syndicat. Ils se sont organisés en tant que section locale de l'ILWU, élisant Marion Phelps présidente et Bert Corona secrétaire. Il siège à divers comités du syndicat et acquiert les compétences d'organisation auprès de Lloyd Seeliger. En 1940, Bert Corona est nommé chef du comité de grève de la section locale 26 et en 1941, à la suite de la démission de Phelps, il est élu président local à l'unanimité. Peu de temps après son élection, un rival candidat à la présidence organise une grève perlée non autorisée pour lequel Corona est blâmé et licencié. Harry Bridges, chef de l'ILWU et figure majeure du CIO, propose à Bert Corona un poste d'organisateur du CIO.
Avec le CIO, Corona travaille pour syndiquer les touvriers moloques et mexicains dans les industries des déchets. Il contacte également les enfants des travailleurs mexicains, les Pachucos, qui aident le syndicat. Alors que le CIO syndicalise les travailleurs des différentes industries de la ville, Bert Corona et d'autres organisateurs assurent l'emploi des jeunes privés de droits dans ces mêmes domaines, renforçant ainsi le lien entre les deux groupes.
Au cours des années 1940, le CIO forge une alliance avec le Congrès populaire hispanophone de Luisa Moreno pour défendre les intérêts des peuples hispanophones aux États-Unis. Le Congreso marque un changement par rapport aux luttes précédentes.
Le Congreso travaille en étroite collaboration avec le CIO sur les questions des droits du travail, de la violence policière, des inégalités dans les écoles et de l'accès aux équipements publics. L'une des campagnes majeures de l'époque est la défense de la jeunesse mexicaine-américaine accusée du meurtre du Sleepy Lagoon. Bert Corona  siège au comité de défense aux côtés du journaliste Carey McWilliams et de l'acteur Anthony Quinn.
Bert Corona s'engage également dans la lutte contre la discrimination raciale dans le système de justice pénale lorsqu'il rejoint le comité de défense de Fetus Coleman, un Afro-Américain accusé à tort de viol. Grâce aux efforts du comité de défense, Coleman est libéré.

## Mariage
Le 2 août 1941, Bert Corona et Blanche Taff, une représentante syndicale américaine de confession hébraïque qu'il a rencontrée lors de la campagne des United Auto Workers visant à syndiquer les ouvriers de l'aviation de Los Angeles, filent à Yuma, en Arizona . Selon Bert Corona, leurs différences culturelles constituaient un problème, mais leur union était naturelle étant donné les circonstances.
Le couple emménage dans une maison dans le quartier de Silver Lake à Los Angeles. Lorsque, pendant la Seconde Guerre mondiale, leurs voisins soutiennent l'internement des Américains d'origine japonaise, les Corona déménagent pour un appartement dans le quartier de Mid-Wilshire. Ils ont de nouveau des ennuis lorsque leur nouveau propriétaire se plaint du fait qu'ils invitaient des membres du syndicat afro-américain à leur rendre visite, les accusant de tenter de les intégrer au quartier. Le propriétaire encourage les autres locataires à signer une pétition pour que les Corona soient expulsés, mais les Corona ont organisé une fête pour tous leurs voisins, invitant les amis noirs et leur député, Will Rogers Jr. Le représentant parlementaire n'a pas pu être de la fête, en revanche sa femme, Martha Fall Rogers, ancienne camarade de classe de Bert Corona au lycée d'El Paso, y participe. Elle aide à convaincre les voisins d'abandonner la pétition, et les Corona sont restés vivre dans le quartier jusqu'à ce que Bert Corona s'enrôle dans l'armée et que Blanche retourne vivre avec ses parents.
Bert Corona se remarie avec Angelina Casillas en 1994. Il meurt le 15 janvier 2001, laissant dans le deuil ses enfants Margo De Lay, Frank Corona et Ernesto Corona.

## Seconde Guerre mondiale
Plusieurs mois après le bombardement japonais de Pearl Harbor, Bert Corona se porte volontaire au sein de l'Army Air Corps et démissionne de sa fonction syndicale. Il suit ses classes préparatoires classes préparatoires à Buckley Field dans le Colorado. Au cours de cette formation, il est témoin d'un traitement discriminatoire à l'encontre des recrues mexicano-américaines ou de confession juive. Il suit une formation d'officier à Cedar City, dans l'Utah, où lui et les autres cadets ne sont pas bien accueillis par la population locale à majorité mormone. Les habitants se montrent mécontents du déplacement des étudiants du Southern Utah State College, dont le campus a été repris par l'armée. Mais ils craignent encore plus que les soldats ne « corrompent » leurs filles. Ces craintes sont apaisées après une mise au point lors d'une réunion municipale et conduisent à des relations plus chaleureuses entre habitants et soldats.
Après un an de formation à Cedar City, Bert Corona est envoyé à la base aérienne de Santa Ana, en Californie, pour une formation au pilotage. Bert Corona est promu adjudant d'escadre et assume de nombreuses responsabilités de bureau. À l’époque, il travaillait seize heures par jour, dont la moitié en formation, l’autre moitié au bureau. À Santa Ana, il subit une évaluation psychiatrique destinée à identifier les homosexuels et les « déviants » politiques. Il a été qualifié de « probablement patriotique », ce qui était « le plus souvent appliqué aux individus appartenant à des groupes dont le patriotisme était considéré comme douteux en raison de griefs passés contre les États-Unis ».
Peu de temps après l'évaluation, Bert Corona  est interrogé par un groupe d'officiers sur son idéologie politique et ses activités syndicales. On lui demande son avis sur les livres Mission to Moscow de Joseph E. Davies et One World de Wendell Willkie. Peu de temps après, il est soumis à une nouvelle série d’interrogatoires, ceux-ci durant encore plus longtemps. Bien qu'il n'ait jamais été informé des résultats de ces interrogatoires, il reçoit l'ordre de se retirer de son escadron et de l'Air Corps.
Après son licenciement de l'Air Corps, Bert Corona est envoyé à l'hôpital général de l'armée Torney à Palm Springs, en Californie, où il est affecté au service du courrier. On le transfère au bloc opératoire où il exerce les fonctions d'assistant chirurgical. À Palm Springs, il contribue à l'organisation de forums de soldats, qui se tiennent tous les vendredis soir au domicile du producteur de films Joseph Schenck. Les discussions ont thèmes les questions de racisme, de discrimination religieuse et de chasse aux rouges .
Bert Corona est transféré à la division Rainbow et reçoit un entraînement au combat en Oklahoma. La Rainbow Division, cependant, ne jouit pas d'une bonne réputation à l'époque et Corona est transféré à Fort Benning pour une formation de parachutiste. Il suit également une formation de spécialiste en démolition.
Juste avant le déploiement de son unité à l'étranger, Bert Corona demande un laissez-passer pour se rendre à Atlanta pour le week-end. Selon Bert Corona, « on m'a joué un sale tour pour s'assurer que je me ferais expulser des parachutistes ou que je raterais l'occasion d'aller avec ma division assister au combat. ». En débarquant, il a été approché par deux agents de la police militaire qui lui demandent de voir son laissez-passer. Constatant que cela lui permettait uniquement d'aller à Columbus, ils l'enferment dans la prison fédérale de Fort McDonald à Atlanta. Il n'est pas autorisé à contacter son commandant et reste détenu isolé, au secret pendant plus d'un mois. Il se lie d'amitié avec un garde qui avait été membre d'un syndicat à Chicago et qui  complote pour lui donner accès à un téléphone. Son unité étant partie, il n'arrive pas à joindre son commandant. Alors  enfermé, il fait la connaissance d'autres soldats retenus prisonniers pour objection de conscience en mesure de lui faire passer clandestinement des lettres après leur libération. Les lettres, adressées à sa femme et à Harry Bridges, aboutissent à sa libération. Bert Corona réussit à faire retirer l'acte de désertion (AWOL) de son dossier, mais ne recevra jamais de paiement pour les quarante-cinq jours d'incarcération.
Juste au moment où il semble peu probable que Bert Corona puisse servir hors des États-Unis, son colonel reçoit une demande de personnel pour le Signal Corps. Il est envoyé au Camp Crowder à Neosho, dans le Missouri, pour y suivre une formation en vue de fonctions dans le Pacifique . Cependant, alors qu'il était à Neosho, il fait la rencontre de Jaime Del Amo, qui avait servi l'Espagne franquiste en tant que consul d'Espagne à Los Angeles. Del Amo identifie Bert Corona comme un subversif qui a participé au Congrès populaire hispanophone, et Corona est envoyé au centre de traitement de Camp McClellan en Californie du Nord, où il reste jusqu'à la fin de la guerre. Selon Bert Corona : « Je suis entré dans le service en tant que soldat et j'en suis parti comme tel. J'ai payé le prix de mon engagement dans des causes progressistes et j'ai été de ceux qui ont été stigmatisés et harcelés en raison de mon engagement. ».

## L'après-guerre
Après sa libération de l'armée, Bert Corona et sa femme s'installent dans l'est de Los Angeles, élisant résidence dans la cité HLM Ramona Gardens. Avec le révérend Kendrick Watson et Bill Taylor, il forme le Comité américano-mexicain pour le droit au logement afin d'ouvrir les cités aux Américains d'origine mexicaine. En conséquence, la régie du logement accepte de négocier avec le Comité.
Bert Corona cherche à retrourver son emploi  au sein du syndicat, mais constate que son poste a été pourvu pendant son service militaire. Il se tourne plutôt vers les docks, cherchant du travail comme docker, qu'il n'a pas pu obtenir en raison de l'exigence de la Garde côtière selon laquelle les ouvriers portuaires doivent avoir une habilitation de sécurité.
En 1947, Bert Corona accepte un emploi de vendeur de diamants pour l'entreprise de son beau-père. Lui et sa famille, dont sa fille Margo, née pendant la guerre, déménagent pour Mill Valley. C'est là que naissent ses deux fils, David et Frank.
Bien que travaillant dans le secteur privé, Bert Corona conserve un intérêt pour les activités syndicales. Cependant, au cours des années 1950, il devient plus difficile d’organiser des mouvements. Il s'implique dans les efforts visant à construire le Parti progressiste indépendant dans la Bay Area, sur le ticket duquel l'ancien vice-président des États-Unis Wallace se présente. À la suite de l'échec de la campagne, Bert Corona s’implique dans l’Organisation de Service Communautaire (CSO). Il était d'accord avec les objectifs de la CSO, mais en désaccord avec « l'une des raisons invoquées pour s'organiser [...] pour empêcher les "rouges" d'établir une base dans les communautés. Je savais que lorsqu'ils faisaient référence aux "rouges", ils voulaient dire les Mexicains qui travaillaient avec le PC ou qui étaient impliqués dans l'ANMA, l'Asociación Nacional México-Americana. ». Le CSO dirige les campagnes d'inscription des électeurs qui conduisent à l'élection du député Byron Rumford, l'un des premiers Afro-Américains à être élus au sein de ce corps, ainsi que d'autres responsables. Il s'attaque également  aux problèmes du logement abordable, de la violence policière et de l'accès aux services publics.
Bert Corona rencontre César Chávez pour la première fois à la fin des années 1940 ou au début des années 1950, après avoir entendu des choses positives à son sujet de la part de membres des Églises catholique et quaker. Chávez prend la parole lors d'une conférence parrainée par des sections de la CSO de la Bay Area et impressionne Bert Corona par sa franchise, son honnêteté et son « approche terre-à-terre ».

## L'ANMA
Bien que travaillant à la CSO, Bert Corona est plus actif au sein de l'Asociación Nacional México-Americana, qu'il considère comme le « véritable héritier de la tradition plus militante et de gauche d'El Congreso. ». L'ANMA est soutenue par les syndicats progressistes indépendants, en particulier les ouvriers des mines, des usines et des fonderies (Mine-Mill). Il se peut également qu’il ait bénéficié du soutien du Parti communiste, qui a été contraint à la clandestinité. Bert Corona est présenté à l'ANMA par Lucío Bernabé, un représentant syndical de San José, et peu de temps après son arrivée, il devient l'organisateur en chef de l'organisation en Californie du Nord. L'objectif principal de l'ANMA est la syndicalisation des travailleurs mexicains. Il lutte également contre la discrimination au travail à l'encontre des travailleurs mexicains, qui comprenait des pratiques telles que l'attribution aux immigrés mexicains des tâches les plus dangereuses. Les entreprises sont également réticentes à promouvoir leurs salariés mexicains.
En 1951, Bert Corona est choisi pour représenter l'ANMA à la conférence internationale des mineurs à Mexico, où il est chargé de promouvoir la cause des mineurs en grève du sud du Nouveau-Mexique. La grève fait l'objet en 1954 du film Le Sel de la Terre (Salt of the Earth), dont la star Rosaura Revueltas a été emprisonnée pour des raisons d'immigration clandestine. Là, il rencontre des mineurs et des organisateurs syndicaux de toute l'Amérique latine, ainsi que d'éminents intellectuels mexicains, dont Diego Rivera, Frida Kahlo, David Alfaro Siqueiros et l'écrivain José Revueltas, le frère de Rosaura Revueltas. José Revueltas  organise un piquet devant l'ambassade des États-Unis à Mexico pour protester contre l'emprisonnement de sa sœur. Des milliers d'étudiants y participent, ce qui réussit à faire pression sur les États-Unis pour sa libération.
Après la conférence, Bert Corona est invité à passer quelques jours chez Rivera et Kahlo à Coyoacán . À l'époque, Rivera travaille sur une fresque murale sur l'histoire du théâtre au Teatro de los Insurgentes, et sa maison est surveillée par le FBI, notamment pour les visiteurs américains.
Le FBI cible l'ANMA et ses dirigeants pour harcèlement. En 1953, des agents se  rendent au domicile de Bert Corona alors qu'il est au travail, informant sa femme qu'ils veulent lui parler. Ils reviennent alors que Corona rentre du travail et lui demandent son aide afin d'identifier les communistes de l'ANMA et de divers syndicats. Bert Corona leur suggère d'enquêter sur des fascistes tels que les sinarquistas, qui, selon lui, représentent une plus grande menace pour la sécurité nationale. Ils le contactent à plusieurs reprises, mais Bert Corona refusent de coopérer. Cependant, leur harcèlement envers d'autres dirigeants de l'ANMA conduit à la fermeture de plusieurs offices, notamment en Californie du Sud.

## La MAPA
En avril 1960, Bert Corona fait partie des fondateurs de l'Association politique mexicano-américaine (Mexican American Political Association, MAPA), organisée à la suite de l'opinion selon laquelle le Parti démocrate n'a pas véritablement répondu aux préoccupations des Américains d'origine mexicaine. Bert Corona dirige les opérations de la MAPA en Californie du Nord, en qualité de président de l'organisation de 1966 à 1971.
Bert Corona est aussi étroitement associée à la Hermandad Mexicana Nacional (HMN), qui met l'accent sur l'organisation de syndicats et la défense et l'apport de services sociaux aux travailleurs sans papiers,. Il rencontre sa collègue militante Soledad Alatorre alors que cette dernière travaille auprès des organisations syndicales. Tous deux établissent des liens avec la HMN, qui est à l'époque l'une des seules organisations travaillant pour les Américains d'origine mexicaine et également dirigée par des Américains d'origine mexicaine. La HMN es confrontée à des difficultés en raison des activités du Comité des activités anti-américaines de la Chambre, alors Corona et Alatorre prennent la direction de l'organisation et, en 1968, la transfèrent à Los Angeles, où ses sections locales sont connues sous le nom de Centro de Acción Social. Autonomo (CASA). CASA commence à œuvrer pour les droits des travailleurs immigrés et leur fournit également des services sociaux, notamment une aide juridique et une éducation. Il plaide également  pour des politiques en leur faveur.
De la fin des années 1960 jusqu'aux années 1980, Bert Corona enseigne en tant qu'instructeur à temps partiel dans le domaine émergent et controversé des études chicanos à l'Université d'État de Californie, à Northridge, et à l'Université d'État de Californie, à Los Angeles .
En 1968, le Dr Martin Luther King Jr. invite Bert Corona, avec Corky Gonzales et Reies Tijerina à Atlanta pour planifier la Marche contre la pauvreté. Martin Luther King, cependant, est assassiné avant que la marche n'ait lieu.

## Activisme pro-immigrés
Bert Corona enseigne les études chicanos à l'Université d'État de Californie, à Los Angeles de 1970 à 1982, année où il se fait licencier. L'une des contributions significatives de Bert Corona est d'éduquer la population majoritaire sur le fait que les travailleurs immigrés constituent une partie importante de la main-d'œuvre américaine et non un épiphénomène temporaire. Ses efforts et le travail de CASA encouragent une unité entre les travailleurs immigrés et les Américains d'origine mexicaine nés aux États-Unis. En tant que fondateur et dirigeant de la Hermandad Mexicana Nacional, il joue un rôle important dans les efforts visant à obtenir un programme d'amnistie pour les travailleurs sans papiers dans le cadre de la loi de 1986 sur la réforme et le contrôle de l'immigration (IRCA). Bert Corona continue à s'organiser aux côtés des syndicats pour changer la politique d'immigration et les pratiques des syndicats et de la nation américaine. En partie grâce à ses efforts, l'AFL-CIO modifie sa politique en matière d'immigration en 2000 et certains syndicats membres commencent à restructurer leurs syndicats pour répondre aux besoins des travailleurs immigrés,.